# 샤름엘셰이크 국제공항
샤름엘셰이크 국제공항(영어: Sharm el-Sheikh International Airport, 아랍어: مطار شرم الشيخ الدولي Maṭār Sharm al-Shaykh al-Duwaliyy)은 이집트 샤름엘셰이크에 있는 국제공항으로 다른 용어도 오피라 국제공항(영어: Ophira International Airport)으로 부르기도 한다. 이집트의 수도인 카이로에서 비행기로 이 곳에 올 수 있으며, 전세편 국제선 운항이 활발한 이집트의 공항 중 하나이다.

## 역사
1968년 5월 14일에 군공항으로 개항을 했으며 또한 이 지역은 캠프 데이비드 협정에 따라 이집트에 반환되기 전에 이스라엘이 오피라에 정착을 하였다.
2008년 이집트 공항 회사는 새로운 터미널을 건설할 계획을 발표했다. 이 회사는 같은 해 9월 이전에 대한 디자인을 제안했다 공항 지주 회사의 이사는 이브라힘 마나로 2008년에 최초로 8개월 동안 28%를 초과 했으며 공항에서 승객 수를 증가할 것이라고 말했다. 2011년 기준으로 공항은 승객 5,476,388명으로 전년도인 2010년보다 37% 감소 하였다. 그러나 이집트의 공항을 봤을 때 카이로 국제공항에 이어 두 번째로 분주한 공항에 속한다.
이 공항에서 가장 큰 항공기를 운항하는 항공사는 트랜스아에로 항공이 보잉 747-400 기종으로 모스크바를 운영하고 있으며 현재는 운항이 중지된 영국항공이 런던 개트윅 공항 정기 국제선 노선으로 보잉 777-200ER 기종으로 운영했다.

## 운항 노선

### 국제선
| 항공사               | 목적지 |
| -------------------- | --- |
| 엔터 에어            | 전세편: 그단스크, 카토비체, 크라코프, 포즈난, 바르샤바(쇼팽), 브로츠와프 |
| 빙고 항공            | 전세편 : 카토비체, 바르샤바(쇼팽), 브로츠와프 |
| 플라이 조지아        | 트빌리시 |
| I-플라이             | 전세편 : 모스크바(브누코보) |
| 야트 에어웨이즈      | 계절 전세편 : 베오그라드 |
| 자지라 항공          | 쿠웨이트 |
| 제트타임             | 전세편 : 빌룬, 코펜하겐, 스톡홀름(알란다) |
| 쿠웨이트 항공        | 쿠웨이트 |
| 메디니아 플라이      | 전세편 : 베르가모, 볼로냐, 밀라노(말펜사), 로마(피우미치노), 베로나 |
| 블루 파노라마 항공   | 로마(피우미치노) 전세편 : 볼로냐, 피사, 토리노, 베로나 |
| 투윙스 항공          | 다마스쿠스 |
| 콘도르               | 뒤셀도르프, 프랑크푸르트, 뮌헨 |
| 키프로스 항공        | 계절편 : 라르나카 |
| 스위스 국제항공      | 취리히 |
| 이지젯               | 런던(개트윅), 런던(루턴), 런던(스탠스테드) 맨체스터, 밀라노(말펜사) |
| 이지젯 스위스        | 제네바 |
| 빌에어               | 바젤(뮐루즈), 취리히 |
| 미스트랄 항공        | 전세편: 베르가모, 볼로냐 |
| 플라이나스           | 계절편 : 제다, 리야드 |
| 니오스 항공          | 전세편: 베르가모, 밀라노(말펜사), 베로나 |
| 노드스타 항공        | 전세편: 모스크바(도모데도보), 상트페테르부르크 |
| 노드윈드 항공        | 계절 전세편 : 바르나울, 이르쿠츠크, 케메로보, 크라스노야르스크]], 모스크바(세례메티예보), 노보시비르스크                                                                                           |
| 노르웨이 에어 셔틀   | 계절편 : 오슬로(가르데르모엔) |
| 노브 에어            | 전세편 : 예테보리(란테보리), 말뫼, 스톡홀름(알란다) |
| 프리메라 항공        | 전세편 : 말뫼 |
| 로얄 요르단 항공     | 암만(퀸알리아) |
| 러스라인             | 전세편: 벨고로트 |
| 사우디아 항공        | 계절편 : 제다, 리야드 |
| 스칸디나비아 항공    | 계절편 : 코펜하겐, 스톡홀름(알란다) |
| 스캣 항공            | 전세편 : 알마티 |
| 스카이 항공          | 안탈리아 |
| 스맬 플래닛 항공     | 베르가모, 로마(피우미치노) 전세편: 빌뉴스 |
| 스마트룩스 항공      | 전세편 : 리가 |
| 에델바이스 에어      | 계절편 : 취리히 |
| TAROM                | 계절 전세편 : 부쿠레슈티(헨리코안더) |
| 토마스쿡 항공        | 버밍엄, 글래스고(인터내셔널), 런던(개트윅), 맨체스터, 뉴캐슬 계절편 : 브리스틀, 카디프, 이스트미들랜드, 런던(스탠스테드)                                                                           |
| 토마스쿡 항공 벨기에 | 브뤼셀 |
| 아드리아 항공        | 계절 전세편 : 류블랴나 |
| 아에로플로트         | 모스크바(세례메티예보) |
| 로시야 항공          | 계절편 : 상트페테르부르크 |
| 에어발틱             | 전세 계절편 : 리가 |
| 에어 부쿠레슈티      | 전세편 : 부쿠레슈티(헨리코안더) |
| 니스마 항공          | 전세편: 밀라노(말펜사), 포즈난, 탈린, 베니스(마르코폴로), 브로츠와프 |
| 에어 카이로          | 전세편 : 베오그라드, 볼로냐, 부다페스트, 비드고슈치, 코펜하겐, 밀라노(말펜사), 포즈난, 베니스(마르코폴로), 브로츠와프, 예레반                                                                      |
| 에어 멤피스          | 전세편 : 밀라노(말펜사), 베니스(마르코폴로) |
| 에어 몰도바          | 전세 계절편 : 키시너우 |
| 알리탈리아 항공      | 계절편 : 로마(피우미치노) 계절 전세편 : 밀라노(말펜사), 나폴리, 팔레르모, 토리노, 베니스(마르코폴로)                                                                                               |
| AMC 항공             | 전세 계절편 : 브라티슬라바, 더블린, 밀라노(말펜사), 토리노, 베니스(마르코폴로, 바르샤바(쇼팽) |
| 아크플라이           | 암스테르담 |
| 아틀라스 제트        | 이스탄불(아타튀르크) |
| 아루아 항공          | 전세편: 빌뉴스 |
| 오스트리아 항공      | 빈 |
| 톰슨 항공            | 버밍엄, 브리스틀, 카디프, 돈커스터(셰필드), 이스트미들랜드, 글레스고(인터내셔널), 런던(개트웍, 루던, 스탠스테드), 맨체스터, 뉴케슬 계절편 : 벨파스트(인터내셔널), 본머스, 더블린, 에든버러, 엑스터 |
| 트랜스아비아닷컴     | 암스테르담 |
| 트래블 서비스 항공   | 계절편 : 브르노, 부다페스트, 오스트라바, 프라하 |
| TUI플라이            | 뒤셀도르프, 프랑크푸르트, 하노버, 뮌헨, 슈투트가르트 |
| TUI플라이 노르딕     | 예테보리(란테보리), 말뫼, 오슬로(가르데르모엔), 스톡홀름(알란다) |
| 터키항공             | 이스탄불(아타튀르크) |
| 우크라이나 국제항공  | 계절편 : 드니프로페트로브스크, 도네츠크, 키예프(보리스필), 리비우, 심페로폴 계절편 : 카리프 |
| 우랄 항공            | 계절편 : 상트페테르부르크, 페름 |
| 유테이르 항공        | 전세편 : 모스크바(도모데도보), 로스토프나도누, 상트페테르부르크 |
| 코겔마비아 항공      | 전세편: 모스크바(도모데도보), 상트페테르부르크 |
| 윈드로즈 항공        | 계절편 : 도네츠크, 카리프, 키예프(보리스필), 오데사 전세편 : 이바노프랑키비츠, 심페로폴, 우주호로트                                                                                                |
| XL 에어웨이즈 프랑스 | 계절편 : 파리(샤를 드 골) |
| 리빙스턴 항공        | 전세편: 밀라노(말펜사), 베로나 |

### 국내선
| 항공사                 | 목적지                                             |
| ---------------------- | -------------------------------------------------- |
| 이집트 항공            | 카이로                                             |
| 이집트 에어 익스프레스 | 알렉산드리아(보그엘아랍), 카이로, 후르가다, 룩소르 |

## 터미널

### 제 1 터미널
- 2007년 5월 23일, 공항의 두 번째 터미널로 연간 5만 명을 수용한다. 43,000m의 터미널 40 체크인 카운터를 보유하고 있으며 국제 및 전세 항공편을 수용 하도록 설계되었다. 원격 스탠드에 두 개의 국내 및 6개의 국제적인 문을 보유하고 있다. 또한 보트로 명명한 쐐기 모양의 중간 공백으로 융합이 원형 모양의 홀로 되어 있는 터미널의 경우 세 건물 구성 요소를 포함한다. 보트는 허브 공항의 여객 운송, 주택 여권 관리, 면세점, VIP뿐만 아니라 카페와 레스토랑 역할을 한다. 대조적으로 홀은 배의 고체 대량으로 나와서 원주민 문화에서 영감을 통풍이 격렬하게 텐트 같은 지붕을 갖추고 있다.

### 제 2 터미널
- 이 공항의 원래 터미널 건물로 이 건물은 2004년에 완벽한 현대화 공사를 마치면서 연간 2,500,000명의 여객 처리 능력을 갖추고 있다. 2007년 제 1 터미널의 포화 전조 때문에 대부분의 항공사는 새로운 건물로 작업을 이전했다. 에어 카이로, 유로 플라이, 리빙스턴 항공과 같은 항공사가 제 1 터미널로 이전했다.

## 사건 및 사고
- 2004년 1월 3일, 샤름엘셰이크 국제공항에서 카이로 국제공항을 가던 플래시 항공 604편 보잉 737-300 항공기가 홍해에 추락해 승객과 승무원을 포함해 148명 전원 사망했다.

- 2015년 10월 31일, 샤름엘셰이크 국제공항에서 러시아 상트페테르부르크 풀코보 국제공항으로 가던 코갈리마비아 항공 9268편 에어버스 A321-200 항공기가 시나이반도 북부에 추락해 승객 224명과 승무원 7명인 234명 전원이 사망했다.

## 같이 보기
- 이집트의 공항 목록